# ScienceBlogs
ScienceBlogs是一個只接受邀請者寫作的網誌平台與虛擬社群， 由 Seed Media Group 於2006年 創立，目的在於增進大眾對 科學知識的認知。截至2008年三月，ScienceBlogs擁有70網誌，分屬於不同的研究領域。每個網誌有不同的主題、特色與作者群，內容不受平台提供者的限制。作者是來自各領域的科學家，包含工業界專家、大學教授、專業作家、大學研究生與博士後。
根據 Technorati調查，截至2007年7月7日，ScienceBlogs共有9581作者，被引用連結的數目在網誌世界排名第三十七。截至2008年3月14日，Quantcast（页面存档备份，存于）指出該網站每月有超過1,100,000個訪客，其中65%來自美國。

## 歷史
ScienceBlogs成立於2006年一月，初期共有15個網誌。這些創始的網誌由科學雜誌出版商Seed Media Group邀請各領域知名的科學家，對於擅長的領域，發表文章。網站收入來自於廣告服務。
ScienceBlogs與Seed Media Group在創始的第一年得到許多著名的獎，包括2006年 UTNE Independent Press Award 的最佳科學與科技報導。除此之外，該站的Pharyngula（页面存档备份，存于）得到最佳科學網誌，Respectful Insolence（页面存档备份，存于）得到最佳醫療保健議題網誌。
在2008年，ScienceBlogs與Hubert Burda Media合作，創辦了德文版的網站ScienceBlogs.de（页面存档备份，存于）。至2008年三月，該站共有25網誌。

## 內容
ScienceBlogs以十個頻道分類網誌的文章。作者在發文時決定文章分類，每篇文章根據分類被放到首頁不同的頻道下。十個頻道如下： 
- 學術界
- 生物
- 大腦與行為（页面存档备份，存于）
- 雜述
- 文化戰爭
- 醫學（页面存档备份，存于）
- 科學哲學
- 物質科學（页面存档备份，存于）
- 地球科學
- 政策與政治

## 外部連結
- ScienceBlogs網址 （页面存档备份，存于）
- ScienceBlogs德文版網址（页面存档备份，存于）